# Гото, Джон
Джон Гото (англ. John Goto; 11 февраля 1949, Стокпорт, Великобритания — 2 августа 2023) — английский фотограф. В 2007 году вошел в список «Сто ныне живущих гениев». Его работы, часто используя сатирический подход, посвящены широкому ряду исторических, культурных и социально-политических предметных областей.

## Биография

### Персональные выставки
- 1981, Лондон, The Photographers' Gallery — первая персональная выставка (Photographs 1971—81)
- 1988, Берлин, Raab Gallery — Terezin
- 1993, Манчестер, Manchester City Museum and Art Gallery — The Scar
- 1998, Оксфорд, Modern Art Oxford — The Commissar of Space
- 2002, Лондон, Британская галерея Тейт — Loss of Face
- 2005, Лондон, Британская академия — High Summer
- 2012, Лондон, Музей Фрейда (Лондон) — Dreams of Jelly Roll